# Новы-Двур-Мазовецки
Но́вы-Двур-Мазове́цки (пол. Nowy Dwór Mazowiecki) — город в Польше, входит в Новодвурский повят Мазовецкого воеводства. 
Город имеет статус городской гмины. Занимает площадь 28,27 км². Население — 27 678 человек (на 2005 год). Располагается в месте впадения Западного Буга в Вислу.

## История
Ранее заштатный город (безуездный город) Новый Двор Варшавского уезда и Варшавской губернии России. 
Город принадлежал к местностям, издавна открытым для свободного водворения евреев. По данным на 1856 год, в нём проживало жителей:
- христиан — 1 403 человека;
- евреев — 1 403 человека.

А по общероссийской переписи 1897 года жителей в Новом Дворе было 7 302 человека, из них 4 737 евреев. В Новом Дворе в конце XVIII и начале XIX века существовала типография Антона Крюгера, где было напечатано много еврейских книг. На 1909 год в городе проживало 7 302 жителя. B безуездном городе России были построены православный и католическая церкви, протестантский молитвенный дом, синагога, мельница, лесопильный завод, станция железной дороги. Осуществлялась торговля хлебом и лесом. Бюджет города на 1910 год — 11 500 рублей. В городе находится крепость Модлин.

## Фотографии

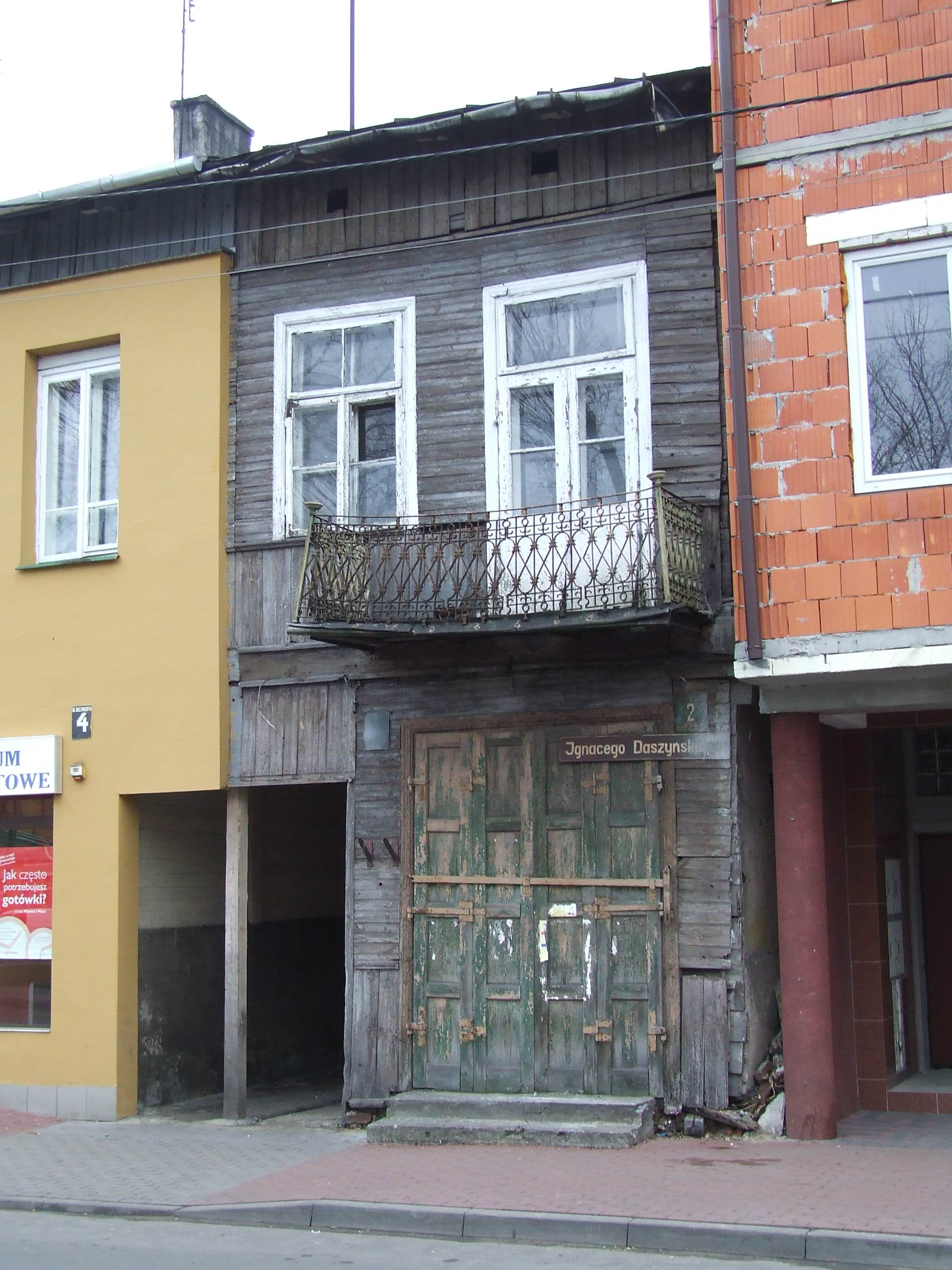
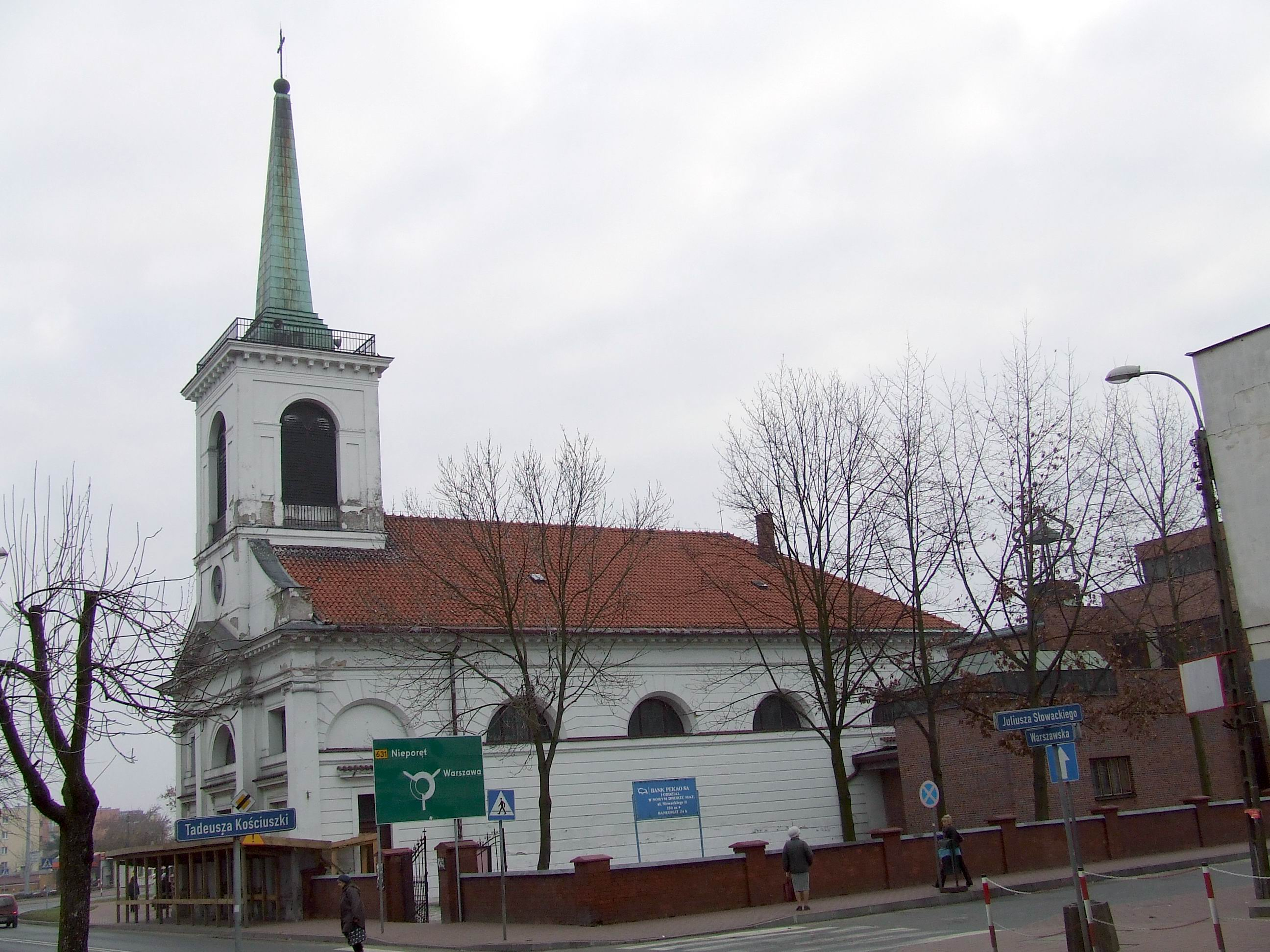
Костёл
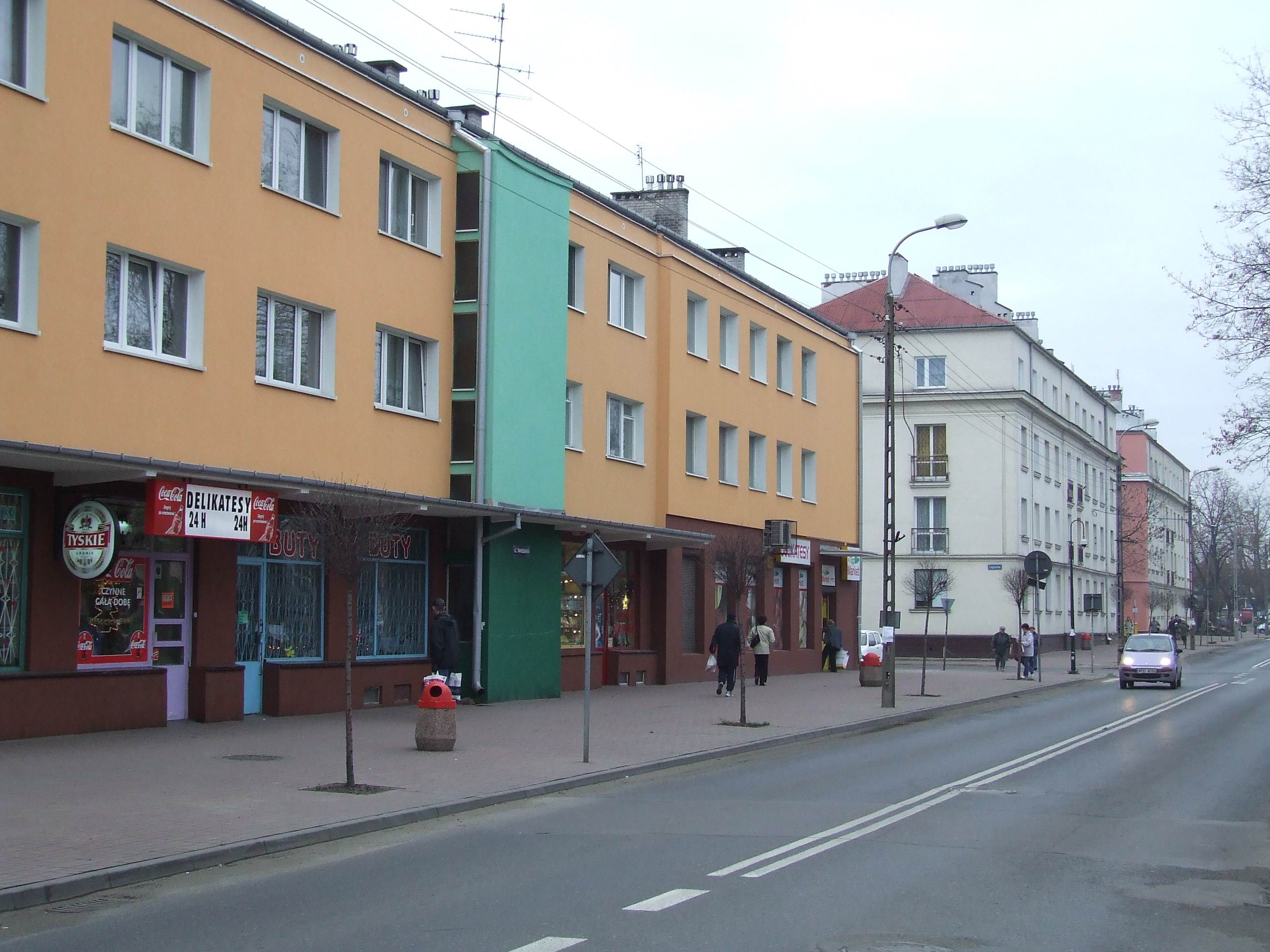
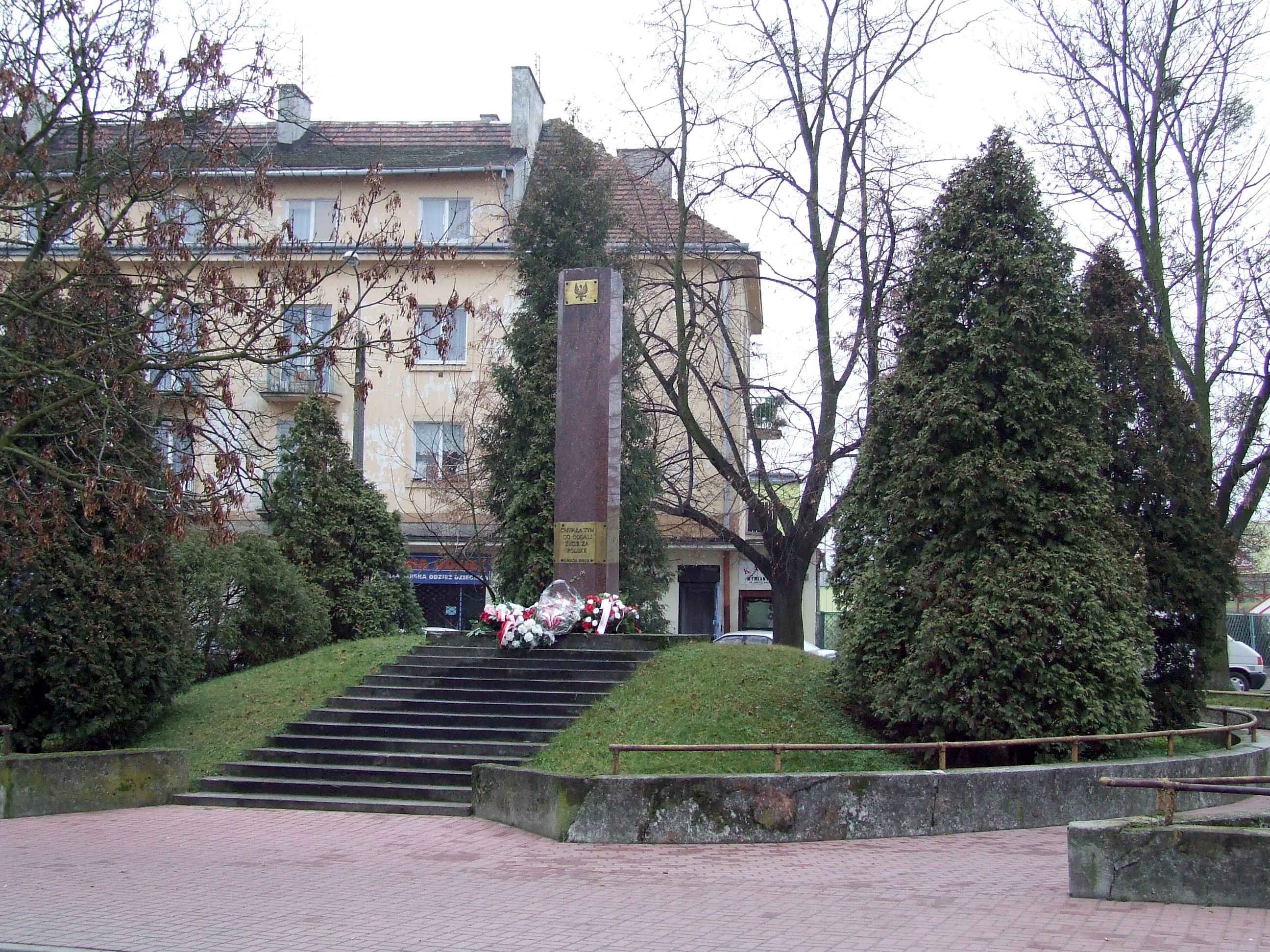
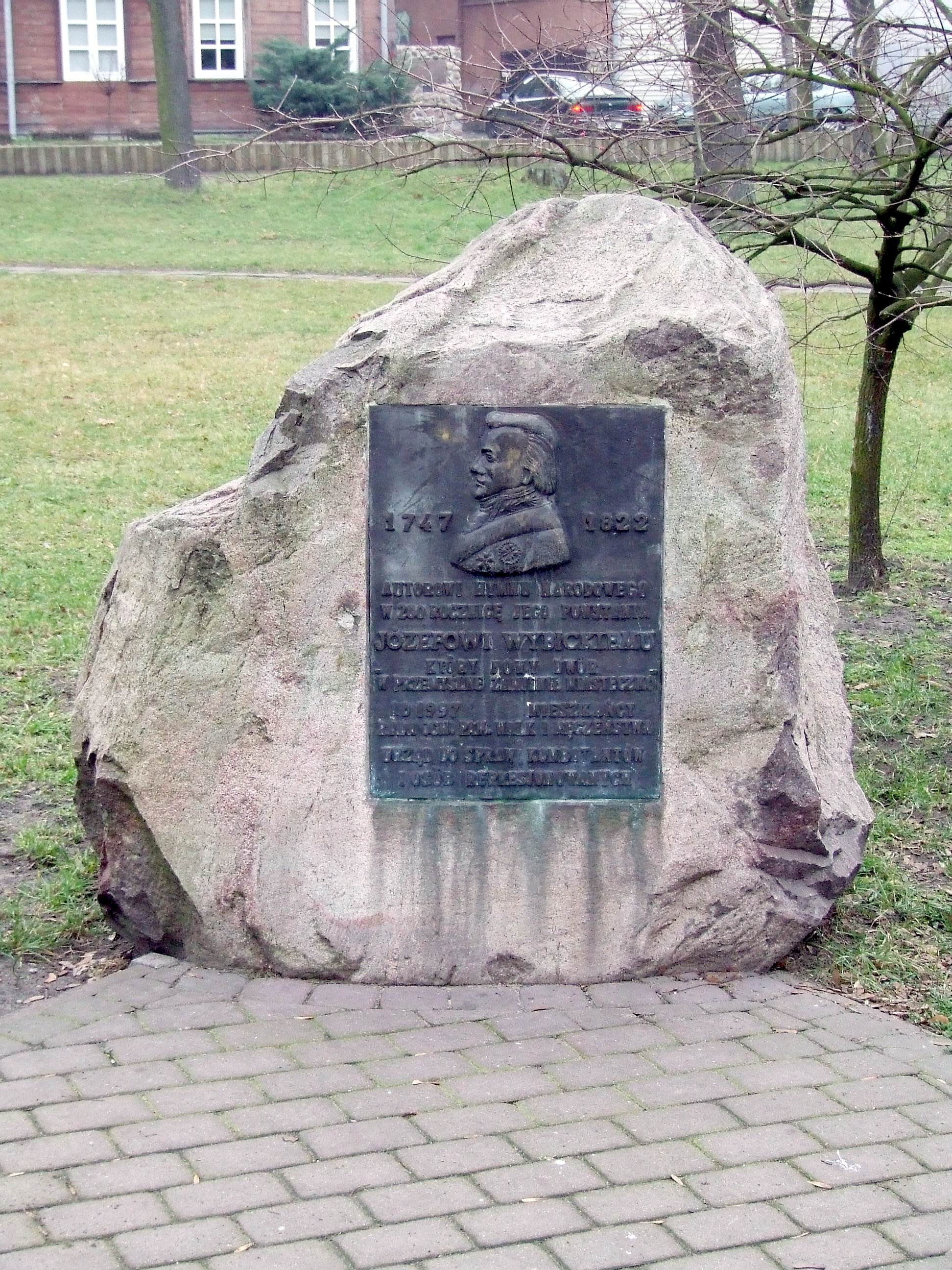
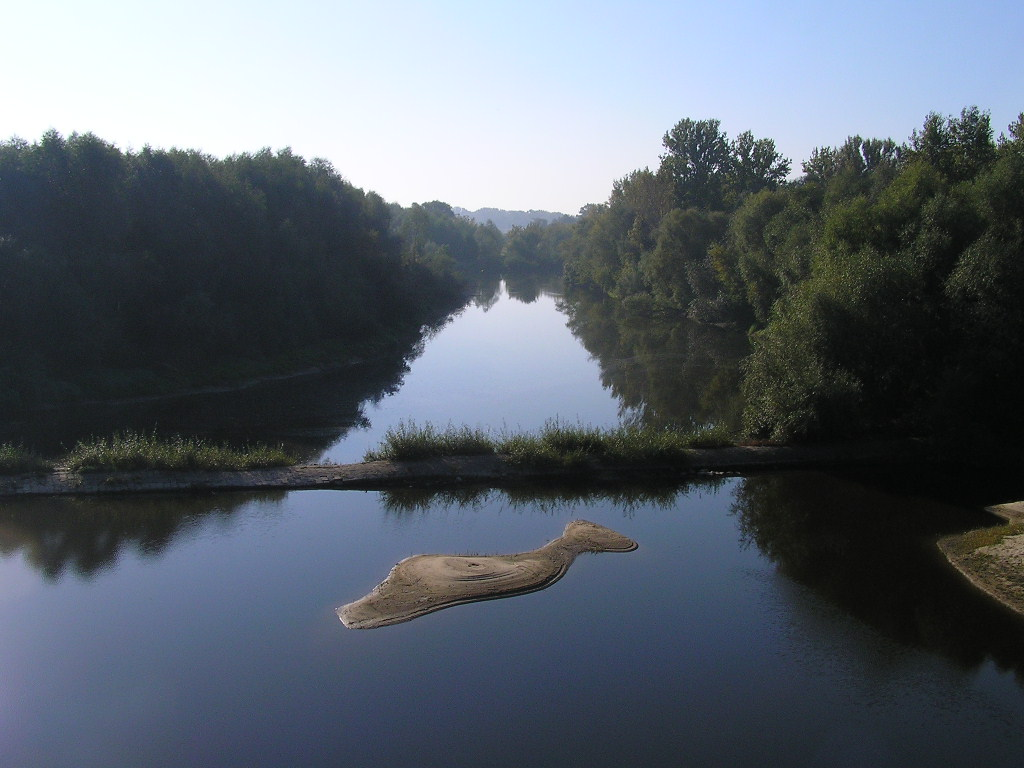
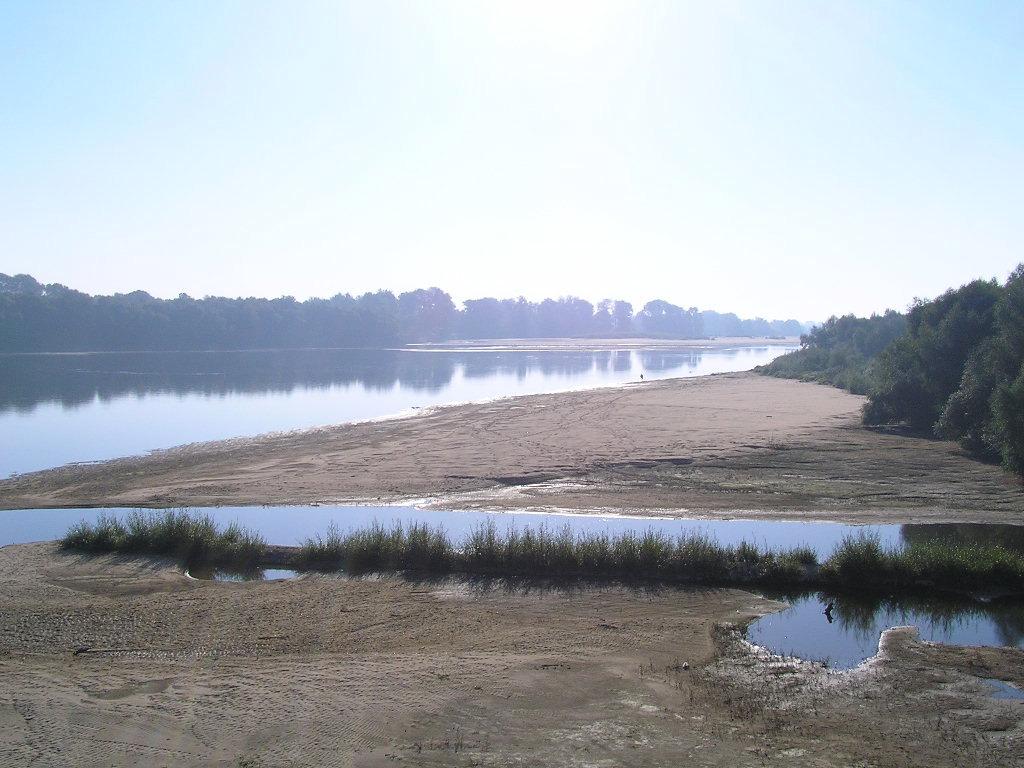
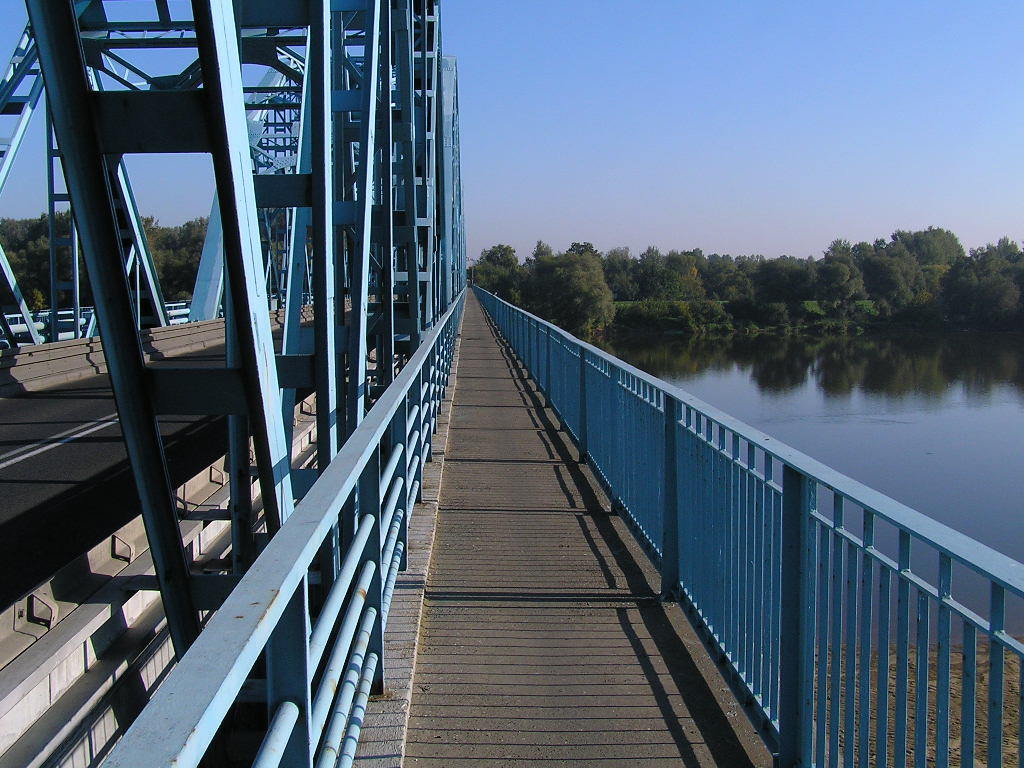
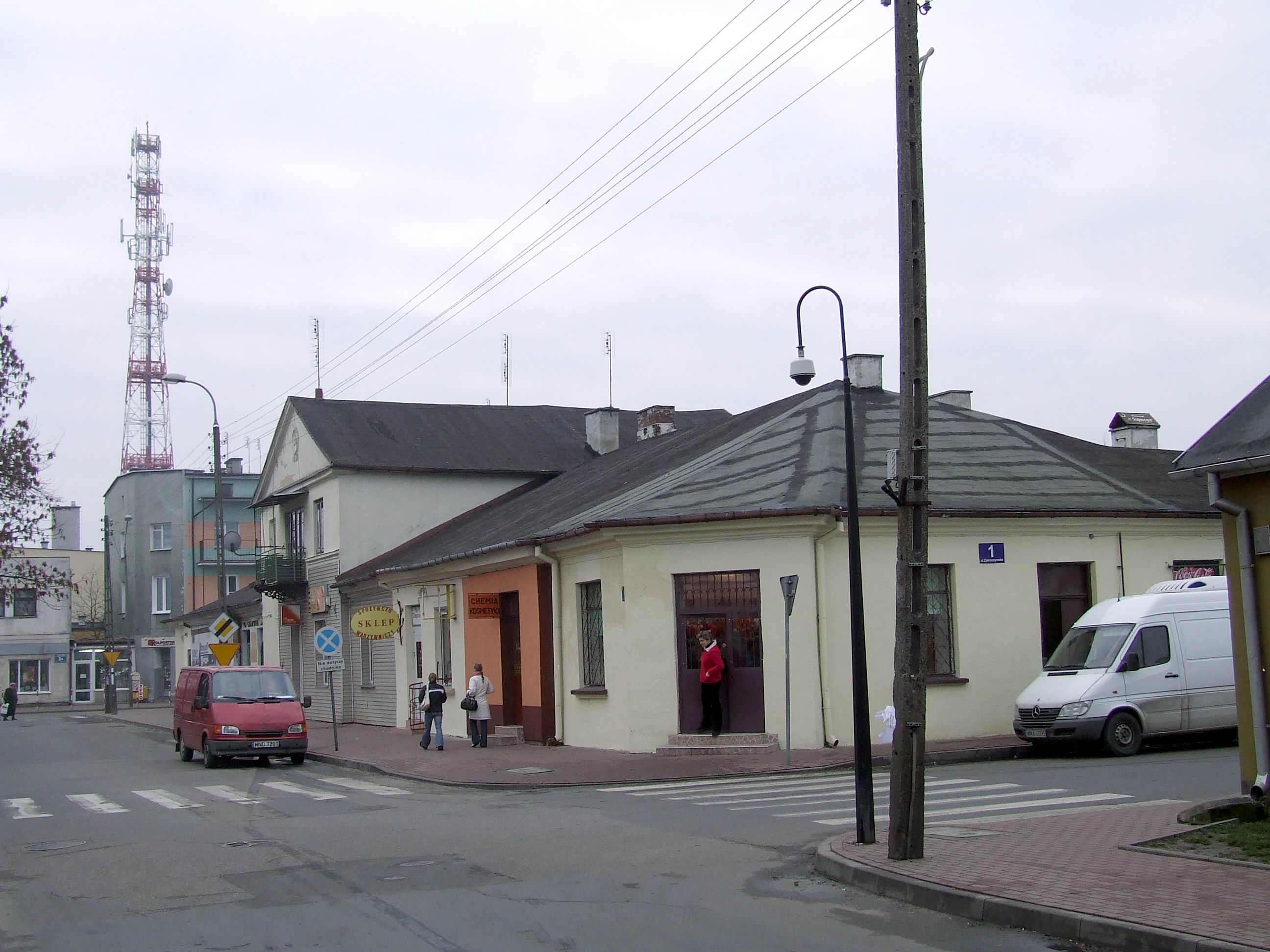
Рынок
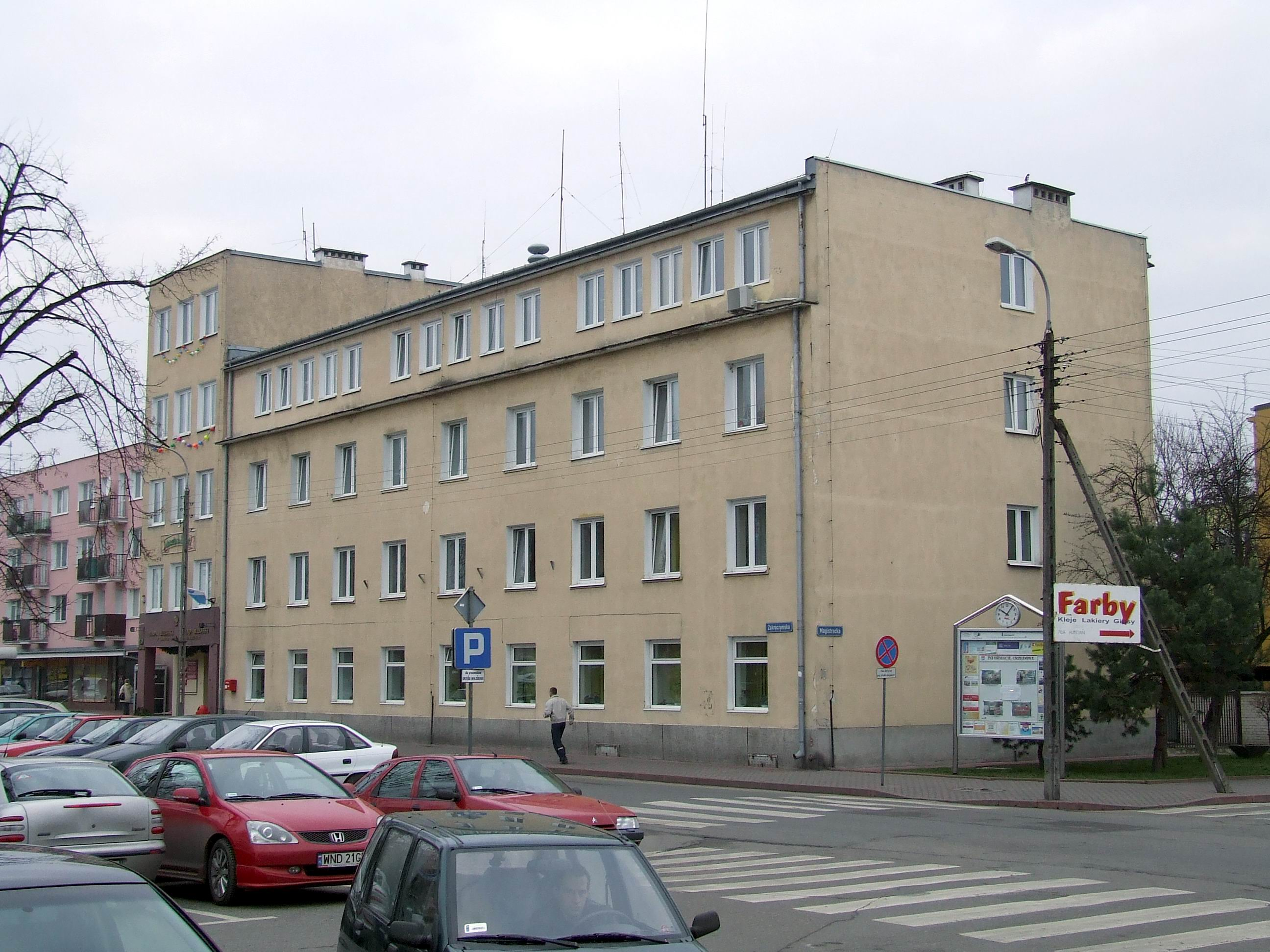